# Головинский канал
Головинский канал, также Лихоборский канал, — деривационный канал на севере Москвы, часть Лихоборской обводнительной системы.
Начинается в юго-восточной части Химкинского водохранилища у микрорайона Лебедь, проходит через Головинские пруды, затем по руслу бывшего Головинского ручья сбрасывает воду в реку Норишку, приток Лихоборки. Далее использует спрямлённый нижний участок русла Норишки и впадает в Лихоборку. Предназначен для дополнительного обводнения реки Яузы. Длина около 7 км, открыт 9 июня 1940 года, волжская вода стала поступать в 1950 году.
В литературе и картах Головинский канал часто неверно называется истоком Лихоборки.